# Punchy Cowpunchers
Punchy Cowpunchers (br.: Cavalgaduras) é um filme curta metragem estadunidense de 1950, dirigido por Edward Bernds. É o 120º de um total de 190 filmes da série com os Três Patetas, realizada pela Columbia Pictures entre 1934 e 1959.

## Enredo
Em 1868, bandidos do Velho Oeste conhecidos como "Matadores Dillon" aterrorizam um lugarejo remoto (chamado de "Vale do Coiote" pela dublagem brasileira). O casal formado pela doce dançarina Nell (Christine McIntyre) e o alto e bem apessoado mas desastrado e trapalhão caubói cantor Elmer (Jock Mahoney) tenta pará-los. Elmer vai até um forte da Cavalaria pedir ajuda. No forte, servem os Três Patetas como soldados que tornam miserável a vida de seu superior, Sargento Mullins (Dick Wessel), que é alvo frequente de pancadas e desastres provocados pelo trio confuso. O superior de Mullins lhe pede três homens para a missão "suicida" de enfrentarem os Dillon e naturalmente o sargento indica os Três Patetas, na esperança de que não retornem. Os Patetas chegam ao saloon se passando por bandidos para se infiltrarem entre os capangas de Dillon mas acabam brigando contra eles e os desarmando. Os bandidos vão até Dillon (Kenneth MacDonald) que já sabia que os três são espiões da Cavalaria. A quadrilha retorna ao saloon mas de início não reconhecem os Patetas que estão disfarçados como garçons usando imensos bigodes. Quando os falsos bigodes se despreendem do rosto de Moe, os bandidos os descobrem e se inicia uma grande briga confusa. Shemp fica preso em um cofre e quando os bandidos tentam explodi-lo com dinamite, ele a joga de volta e os desacorda. Elmer tenta ajudar na briga mas suas armas estão descarregadas e depois ele tropeça e desmaia. Nell é agarrada mas acaba por se livrar sozinha, nocauteando três dos bandidos que invadem seu quarto. Ao final, Nell quer ficar com Elmer mas esse a afasta dizendo que os caubóis devem cavalgar sozinhos mas depois de uma pancada na cabeça acaba ficando com a moça.